# Estádio José Antonio Anzoátegui
O Estádio José Antonio Anzoátegui, mais conhecido como Estádio Olímpico Luis Ramos, é um estádio multi-esportivo localizado na cidade de Puerto La Cruz, na Venezuela. 
Inaugurado em 8 de dezembro de 1965 como Complejo Polideportivo Luis Ramos de Puerto La Cruz.
O estádio foi parcialmente demolido para sofrer um processo de remodelação e ampliação com capacidade para 40 000 espectadores e abrigar jogos da Copa América 2007. O clube Deportivo Anzoátegui o utiliza como mandante.